# Museum 't Rieuw
Museum 't Rieuw is een landbouw- en streekmuseum gevestigd op het landgoed Coendersborg in het Groningse dorp Nuis. Sinds de heropening op 1 mei 2012 is het museum gevestigd in de boerderij ten oosten van de Coendersborg, een rijksmonument dat in de volksmond de boerderij van Kimm genoemd wordt. Voorheen was het museum gevestigd in de schuur van de Coendersborg.

## Ontstaan
In 1986 werd de vereniging Eevm Omkiekn opgericht. Deze vereniging stelde zich tot doel om werktuigen en gereedschappen van gemengde boerenbedrijven uit het Zuidelijk Westerkwartier te bewaren. Door donaties en groei van de collectie is het museum 't Rieuw ontstaan. Rieuw (ook: raif raive, reeuw of riw) is het Groningse woord voor gereedschap. Heden ten dage beheert deze stichting nog steeds het museum en wordt de collectie door haar vrijwilligers verzorgd. Voor de overplaatsing van het museum naar de naastgelegen boerderij is deze helemaal gerestaureerd. Daarnaast is van het perceel tussen de boerderij en de Coendersborg een parkeerplaats aangelegd.

## Collectie
De collectie bestaat uit gereedschappen, werktuigen en gebruiksvoorwerpen die tot in de jaren '60 van de 20e eeuw werden gebruikt in een boerenbedrijf, zowel in het bedrijf als in het huishouden. Verder zijn er werkplaatsen ingericht van een aantal ambachten. Zo bevinden zich in het museum een smederij en een timmerwerkplaats, inclusief de daar gebruikte gereedschappen. Behalve de permanente collectie is er ook jaarlijks een thema-expositie.
In de tuin achter het museum staat net zoals dat gebruikelijk was achter de Coendersborg het landbouwwerktuig. Al dit materiaal werd aangedreven middels paardentractie. Het museum heeft een uitgebreide collectie van gerestaureerde ploegen, schudders, zwillers en maaimachines, zoals maaibalken. In 2016 dook in Jonkersvaart een barak op van het voormalige Kamp Nuis. Men hoopt de barak te herstellen en ook achter de boerderij te kunnen plaatsen.

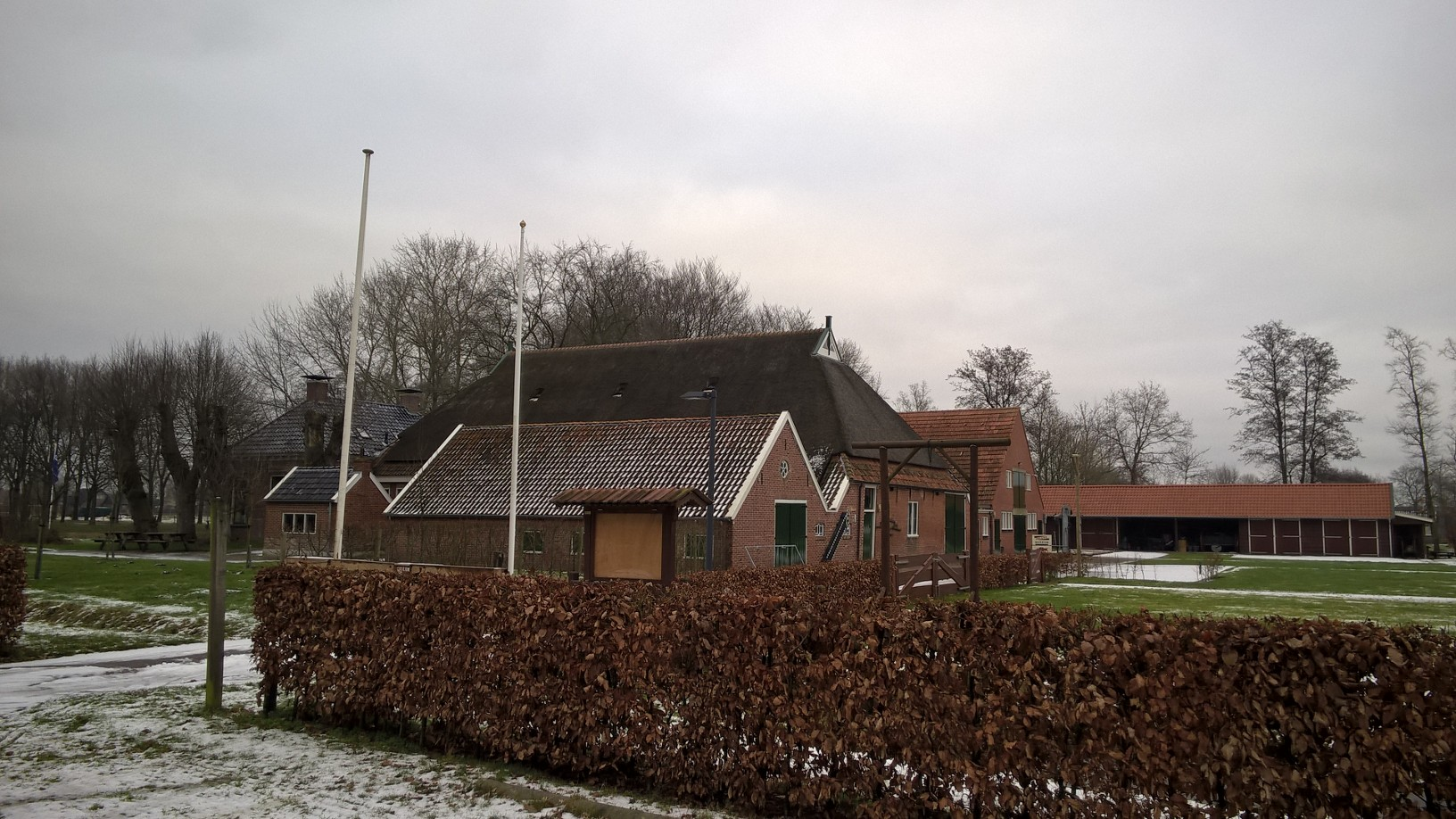
De Achterzijde van de monumentale boerderij waar museum 't Rieuw sinds 2012 gehuisvest is

## Trivia
- Samen met de Nieberter molen en Schilder- en bakkerijmuseum 't Steenhuis vormt museum 't Rieuw de culturele driehoek Nuis-Niebert.
- Het voorhuis van de monumentale boerderij is tegenwoordig in gebruik als vakantiehuis.
- Op het landgoed wordt ook een deel van de jaarlijkse trekharmonicadagen georganiseerd.